# League1 Canada
Die League1 Canada (französisch Ligue1 Canada; kurz L1C) ist ein nationaler kanadischer semi-professionelle Fußball-Wettbewerb für Herren- und Frauen-Teams, welcher auf dem Gebiet der dritten Stufe der Liga-Hierarchie unterhalb der Canadian Premier League ausgetragen wird. Der Wettbewerb wird von Mannschaften der höchsten kanadischen Provinzligen ausgetragen. Derer sind es die League1 Ontario, die League1 British Columbia und die Première Ligue de soccer du Québec.

## Geschichte
Die Première Ligue de soccer du Québec wurde im Jahr 2011 begründet und spielte ihre erste Saison 2012 aus, danach folgte ab der Saison 2014 die League1 Ontario und seit 2022 die League1 British Columbia. Diese wurden im März 2022 unter dem Dach der League1 Canada zusammengefasst. Damit einher kamen auch eine Anpassung der Logos, welche bei der PSDQ im Jahr 2023 folgen soll. Die besten Frauen-Teams aus jeder Liga sowie eine Mannschaft aus der Gastgeber-Provinz spielen am Ende der Saison einen Interprovinzialen Meister aus, dies wird nach aktuellem Stand bei den Herren-Teams jedoch nicht passieren.